# Дальневосточный геологический институт

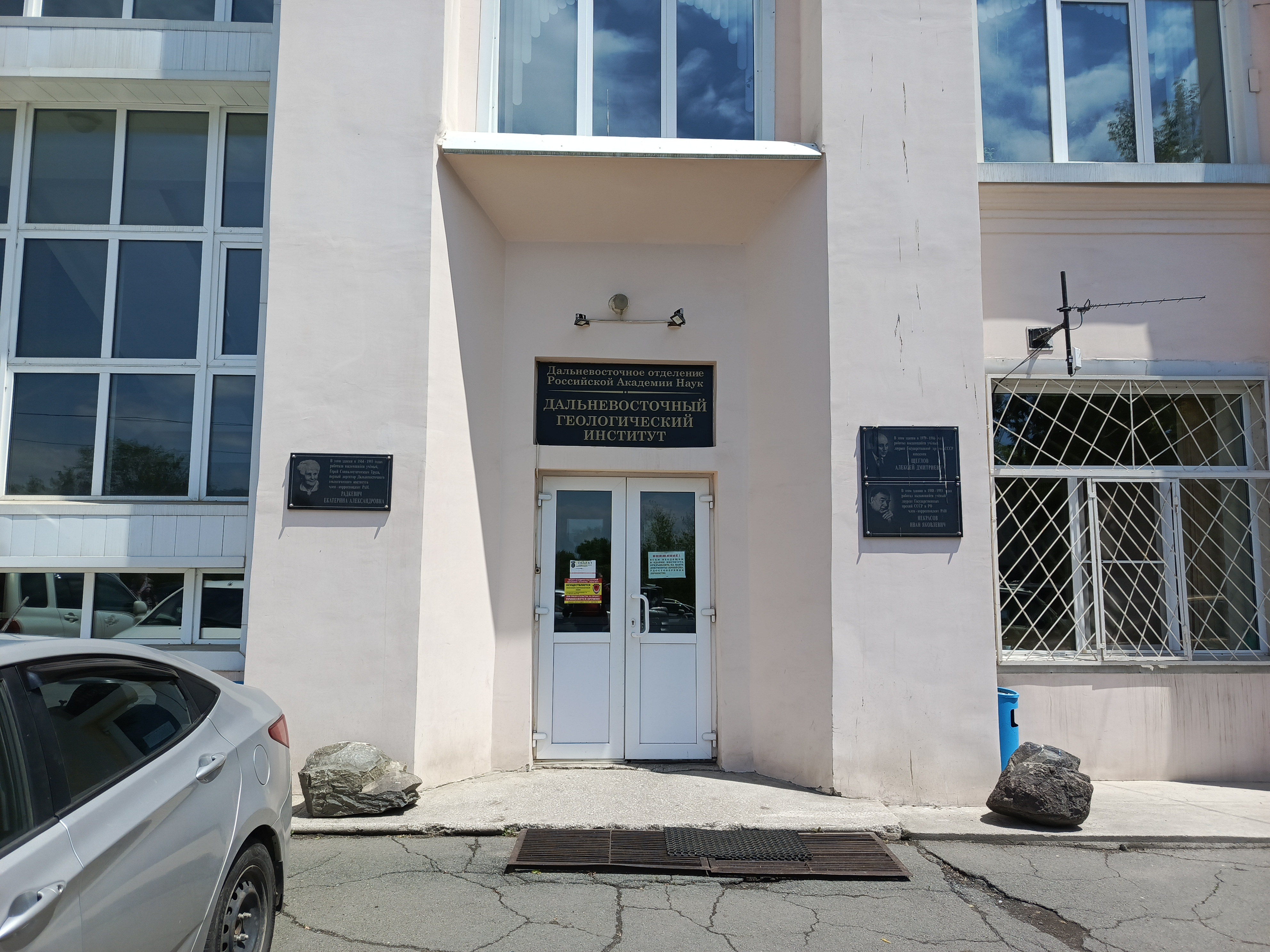
Вход в институт

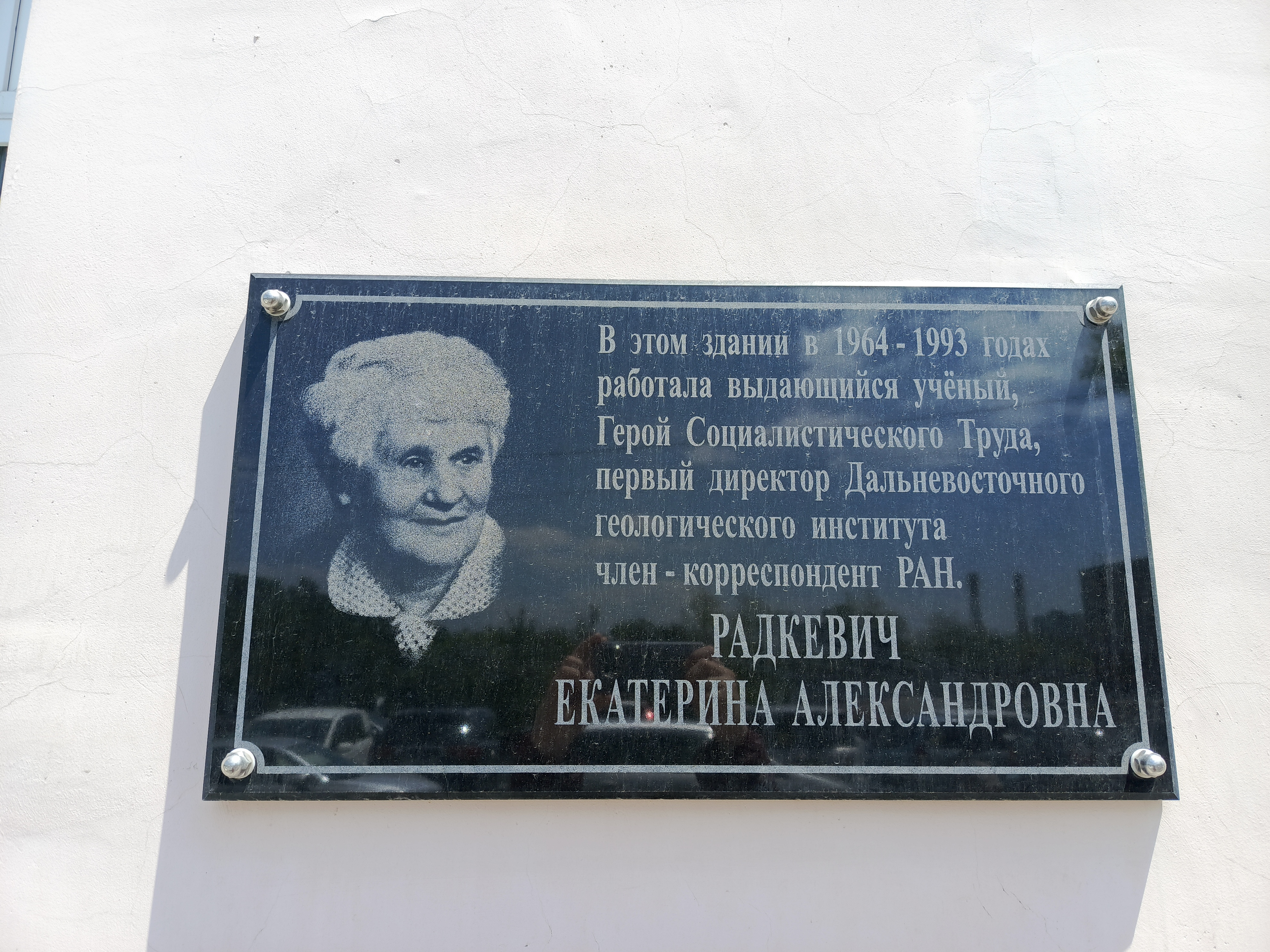
Мемориальная доска в честь Радкевич Екатерины Александровны

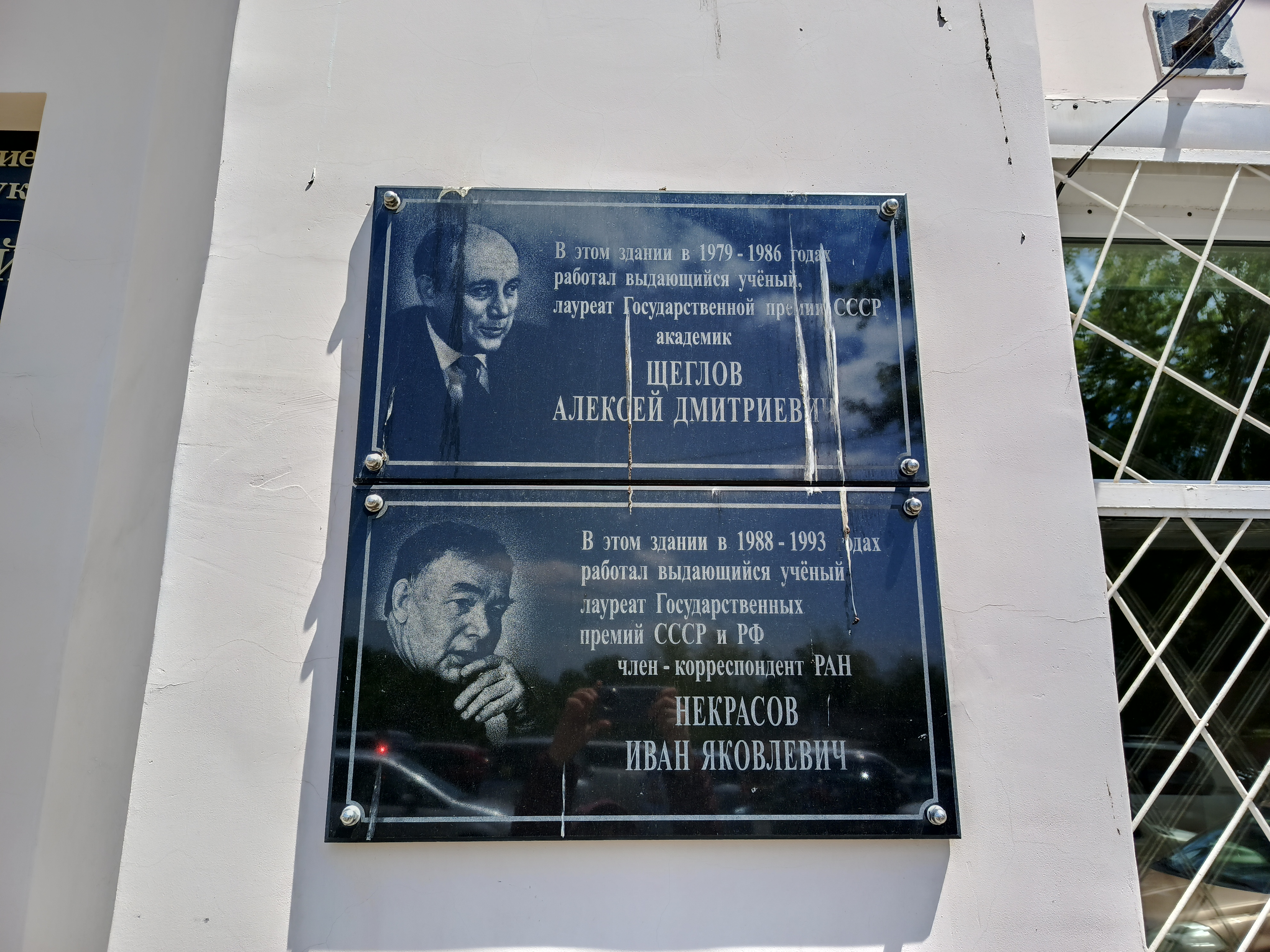
Мемориальные доски в честь геологов Щеглова Алексея Дмитриевича и Некрасова Ивана Яковлевича

Дальневосточный геологический институт Дальневосточного отделения Российской академии наук (сокр. ДВГИ ДВО РАН) — научно-исследовательский институт при Дальневосточном отделении Российской академии наук, организованный в 1959 году. Одно из ведущих научных учреждений геологического профиля в России. Расположен во Владивостоке.

## История
Дальневосточный геологический институт создан 4 сентября 1959 года в составе Дальневосточного филиала Сибирского отделения Академии наук СССР. Директором-организатором института президиумом АН СССР назначена доктор геолого-минералогических наук Е. А. Радкевич. Основная научная цель института заключалась в изучении геологии и металлогении Тихоокеанского рудного пояса. Изначально в составе нового института было создано 6 научных отделов: региональной геологии; тектоники и физики Земли; металлогении; петрографии изверженных и метаморфических пород; рудных месторождений; минералогии и геохимии.
В 1960 году Дальневосточный геологический институт уже включал 13 лабораторий, в том числе 2 геолого-геофизических лаборатории в Хабаровске и Благовещенске, которые впоследствии стали базами для создания Института тектоники и геофизики имени Ю. А. Косыгина ДВО РАН (Хабаровск) и Института геологии и природопользования ДВО РАН (Благовещенск) В институте активно начали функционировать геологический музей, химико-аналитическая лаборатория, картографическое бюро, оптико-механическая и шлифовальная мастерские.
Официальное название с 1991 года — Дальневосточный геологический институт ДВО РАН (ДВГИ ДВО РАН).
В 1999 году в институте создан Аналитический центр, направленный на выполнение полного комплекса аналитических исследований пород и минералов, включая определение лёгких изотопов и редкоземельных элементов.
В 2002 году в г. Южно-Сахалинске организован Сахалинский филиал ДВГИ ДВО РАН с созданием 2 научных лабораторий: лаборатория снега и лавин, лаборатория мониторинга и дистанционных методов зондирования. Впоследствии лаборатория снега и лавин преобразована в лабораторию лавинных и селевых процессов.
Современная структура института включает 17 научных лабораторий, из которых 4 объединены в Аналитический центр, и 1 филиал в г. Южно-Сахалинске.

## Научные подразделения
- Лаборатория региональной геологии и тектоники
- Лаборатория стратиграфии и палеонтологии, заведующий, д. г.-м. н., чл.-корр. РАН И. В. Кемкин
- Лаборатория нелинейной металлогении
- Лаборатория рудно-магматических систем
- Лаборатория — минералогический музей
- Лаборатория генетической минералогии и петрологии
- Лаборатория геохимии
- Лаборатория геохимии гипергенных процессов
- Лаборатория лавинных и селевых процессов
- Лаборатория аналитической химии
- Лаборатория микро- и наноисследований
- Лаборатория рентгеновских методов
- Лаборатория стабильных изотопов
- Аналитический центр (Лаборатории аналитической химии, микро- и наноисследований, рентгеновских методов и стабильных изотопов)
- Сахалинский филиал (Лаборатория лавинных и селевых процессов)

## Основные научные направления
Основные научные направления исследований института:
- геология, динамика литосферы, магматизм и метаморфизм зоны перехода континент-океан;
- металлогения типовых геодинамических обстановок;
- геоэкология, взаимодействие атмо-, био, гео- и гидросферы в современных геоэкологических системах Тихоокеанского региона.

## Сотрудники института
Всего в институте работает 247 человек, в том числе 107 научных сотрудников, из них:
- Академик РАН — 1
- Член-корреспондент РАН — 1
- Докторов наук — 22
- Кандидатов наук — 62

### Учёные института
В разные годы в институте работали известные и крупные учёные:
- Е. А. Радкевич, доктор наук, директор-организатор Института
- М. Н. Грамм, доктор наук, профессор
- Н. П. Васильковский, доктор наук, профессор
- А. А. Маракушев, академик РАН
- Г. И. Худяков, член-корреспондент РАН
- А. П. Кулаков, доктор наук